# حمید محمدی (کارآفرین)

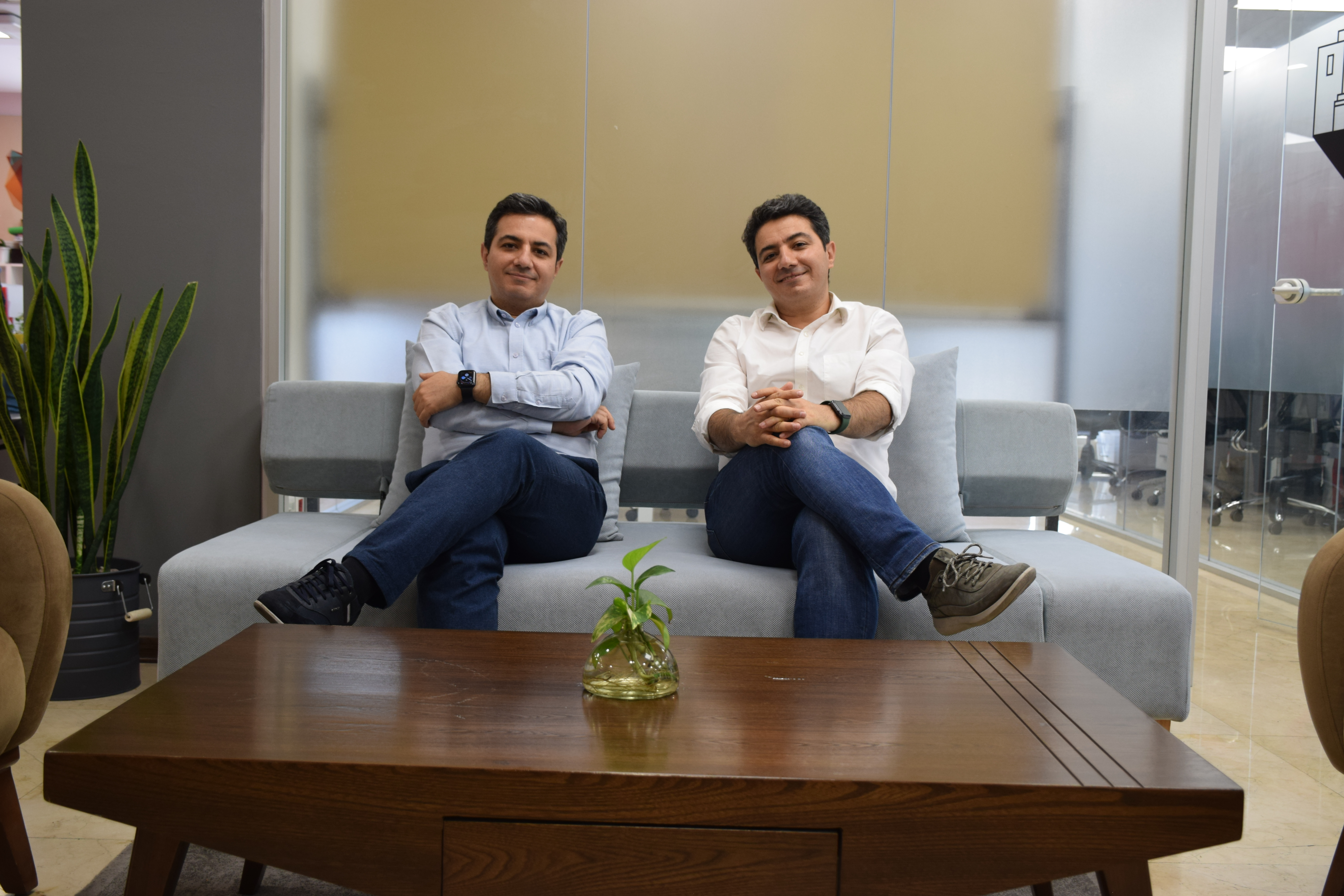
حمید محمدی و برادرش سعید محمدی

حمید محمدی (زاده ۱۳۵۸، تهران) مهندس صنایع دانش آموخته دانشگاه خواجه نصیر کارآفرین اهل ایران و مدیر و بنیان‌گذار شرکت دیجیکالا است  .

## زندگی و تحصیلات
حمید محمدی متولد سال ۱۳۵۸ در محله ابوذر شهر تهران است. تحصیلات دوره ابتدایی در محله ابوذر و دوره راهنمایی و دبیرستان را در مدرسه تیزهوشان شهید بهشتی شهر ری در رشته ریاضی گذراند که موفق شد دیپلم ریاضی بگیرد. دوره کارشناسی را در رشته مهندسی صنایع در دانشگاه خواجه نصیر ادامه داد و فوق لیسانس ام.بی. ای (MBA) خود را نیز از دانشگاه علم و صنعت گرفت.

## حرفه
او به همراه برادر دوقلوی خود سعید محمدی از بنیان‌گذاران دیجی کالا، بزرگ‌ترین استارتاپ تجارت الکترونیکی در ایران و جزو کارآفرینان موفق ایرانی محسوب می‌شوند. آنها این شرکت را در سال ۱۳۸۵ با ۶ نفر کارمند راه اندازی کردند که  در سال ۱۳۹۵ شمسی به ۲۰۰۰ نفر رسید. بر اساس گزارش مجلهٔ اکونومیست در سال ۲۰۱۴ این وب‌گاه با سرمایهٔ ۱۵۰ میلیون دلار در رتبهٔ اول شرکت‌های اینترنتی ایران قرار گرفت.

## افتخارات
وی از دریافت کنندگان نشان امین‌الضرب، مهم‌ترین نشان کارآفرینی بخش خصوصی ایران است.